# Unionismo sérvio-montenegrino

Bandeira do antigo Estado de Sérvia e Montenegro, também conhecido anteriormente como República Federal da Iugoslávia entre 1992-2003.

Bandeira proposta para Sérvia e Montenegro (nunca adotada).

Antiga bandeira de Montenegro, que é hoje frequentemente utilizada por montenegrinos pró-união.

O unionismo sérvio-montenegrino é um movimento político que surgiu durante a filiação de Montenegro com a República Federal da Iugoslávia e a União Estatal da Sérvia e Montenegro.  Advoga Montenegro estando em uma união política federal com a Sérvia e se opõe à independência de Montenegro e a separação da Sérvia.  A relação entre sérvios e montenegrinos têm sido identificadas como sendo a mais próxima de todos os povos da antiga Iugoslávia. 

## História
A amizade entre Montenegro e Sérvia é de longa data. Em 1878, Montenegro e Sérvia conseguiram a independência, juntamente com a Romênia, do Império Otomano. As duas entidades desde então compartilharam todas as experiências essenciais; combateram como parte da Liga Balcânica quando vieram a remover os otomanos da Rumélia durante a Primeira Guerra Balcânica, e lutaram lado a lado contra a Áustria-Hungria e a Alemanha durante a Primeira Guerra Mundial. Os planos para os dois reinos se fundirem tinha sido por algum tempo uma questão quando, em 1918, os dois países se viram existindo como um estado. No entanto, o Reino de Montenegro foi absorvido pelo Reino da Sérvia e, embora o nome de Montenegro permanecesse, seu estatuto foi reduzido a uma administração local cerimonial dentro de um reino sérvio mais amplo. A monarquia montenegrina foi removida e a partir de então permaneceu exilada na França. Estes acontecimentos levaram à Revolta de Natal de 1919, em que pequena parte da população de Montenegro se manifestou contra a conquista sérvia.
Quando a Iugoslávia foi reformada após a Segunda Guerra Mundial, foi concedido a Montenegro o estatuto de república juntamente com uma entidade sérvia reduzida em tamanho. Quando em 1991 e 1992, as repúblicas iugoslavas restantes votaram pela independência, Montenegro escolheu continuar numa união pan-eslava pelo nome de Iugoslávia com a Sérvia. A partir de 1996, Montenegro - liderado pelo rebelde e ex-pró-unionista, Milo Đukanović - reverteu sua direção e começou a tomar medidas para distanciar-se internamente da Sérvia e interromper o seu papel dentro da federação. Este sentimento popular crescente entre a nação montenegrina conduziu eventualmente ao referendo de 2006, no qual os montenegrinos votaram para finalmente acabar com a união. Ao longo da história de Montenegro como uma unidade federal, no entanto e até hoje, uma ala montenegrina tem existido em que certas partes da população - representada por vários blocos políticos - têm apoiado uma união política contínua com a Sérvia.

## Ideologia
O unionismo sérvio-montenegrino é diferente do nacionalismo da Grande Sérvia. Do ponto de vista sérvio, reconhece plenamente Montenegro como um parceiro igual (não sendo um território absorvido), e os montenegrinos como uma nação igual aos sérvios. Professa a proximidade dos povos sérvios e montenegrinos, a necessidade de unidade, devido à presença de sérvios em Montenegro e, em menor medida, de montenegrinos na Sérvia. Partidos que defendem a união política de Montenegro com a Sérvia incluem o Partido Popular Socialista de Montenegro.